# Alfonso Gallardo (actor)
Alfonso Gallardo (n. 23 de junio de 1932 - f. Madrid; 2 de julio de 2009) fue un actor español. 

## Biografía
Su verdadero nombre era Alfonso de Mingo Pascual, aunque siempre fue conocido como Alfonso Gallardo. Trabajó en TVE desde sus inicios, participando en numerosos Estudio 1, Novela, series, etc. También perteneció al Cuadro de Actores de Radio Madrid, donde entre muchos trabajos más es recordado como "Juanito" de La Saga de los Porretas. Fue importantísima su labor como actor de doblaje, y más adelante como director de doblaje.

## Teatro
- Esperando a Godot, de Samuel Beckett;
- La venganza de don Mendo, de Pedro Muñoz Seca;
- Angelina o el honor de un brigadier, de Enrique Jardiel Poncela;

## Televisión
- Teatro en directo
  - La venganza de don Mendo (1958), de Pedro Muñoz Seca
- Gran Teatro
  - La cocina de los ángeles (?), de Albert Husson
  - Los últimos de Filipinas (1961)
  - Doce hombres sin piedad (1961), de Reginald Rose
- Primera fila
  - La señorita de Trévelez (1963), de Carlos Arniches
  - Plaza de Oriente (1964)
- Tengo un libro en las manos
  - Hueste y campaña (1964), de Luis de Sosa
- Novela
  - La alegría del Capitán Ribot (1965), de Armando Palacio Valdés
  - Las tribulaciones de Mauricio (1972)
- La risa española
  - Cleopatra Martínez (1969)
  - Usted es Ortiz (1969), de Pedro Muñoz Seca
- Estudio 1
  - Madre (el drama padre) (?), de Enrique Jardiel Poncela
  - El sí de las niñas (1970), de Leandro Fernández de Moratín
  - La casa del viento (1975), de Gregorio Parra
  - La hora de la fantasía (1975), de Ana Bonacci, dirigida por Gustavo Pérez Puig
  - Cuatro corazones con freno y marcha atrás (1977), de Enrique Jardiel Poncela
  - El burlador de Sevilla (1976), dirigido por Gustavo Pérez Puig
  - La venganza de don Mendo (1976), de Pedro Muñoz Seca, dirigido por Gustavo Pérez Puig
- Divertido siglo (1972), dirigido por Fernando García de la Vega
- Antología de la Zarzuela (1979), dirigida por Fernando García de la Vega

Nota aclaratoria: Aunque tal vez en internet figure alguna referencia a la participación de Alfonso Gallardo en el programa de TVE Escala en Hi-Fi, nunca llegó a aparecer en él.
Curiosamente, el actor tenía el presentimiento de que tras su muerte se daría esta confusión.

## Radio
En 1964 entra a formar parte del Cuadro de Actores de Radio Madrid. Entre sus trabajos podemos destacar:

### Teatro del aire(1966 - 1972)
- El jardín de los cerezos, de Antón Chéjov
- El bateo, de Chueca
- La alegría de la huerta, de Chueca
- La Revoltosa, de Ruperto Chapí
- Rinconete y Cortadillo, de Miguel de Cervantes
- La ilustre fregona, de Miguel de Cervantes
- Cipión y Berganza, de Miguel de Cervantes
- El amante liberal, de Miguel de Cervantes
- Las dos doncellas, de Miguel de Cervantes
- La caraba, de Pedro Muñoz Seca
- El chaleco blanco, de Chueca
- El burlador de Sevilla, de Tirso de Molina
- La zarza sin espinas, de Joaquín Dicenta
- El fantasma de Canterville, de Oscar Wilde
- El utilitario, de José Fernando Dicenta
- El juglar del mundo occidental, de John Millington Synge
- El extraño caballero, de Charles Dickens
- Espectros, de Ibsen
- La cornada, de Alfonso Sastre
- Un fantasma con jipijapa, de Horacio Ruiz de la Fuente
- La dama del mar, de Ibsen
- La casa, de Máximo Gorki
- Ramson, de O. Henry
- El nuevo sistema, de Bjørnstjerne Bjørnson
- Marcela o ¿A cuál de las tres?, de Manuel Bretón de los Herreros
- El último mono o El chico de la tienda, de Carlos Arniches
- Pepe, de Juan José Alonso Millán
- El bebé, de Marceau
- De profesión ingenuo, de Steve Gipsy
- Las preciosas ridículas, de Molière
- Bruno, de Ventura de la Vega
- ¡Ay, estos hombres!, de Guy de Maupassant
- El club de los suicidas, de Stevenson
- Como Dios nos hizo, de Manuel Linares Rivas
- La mariposa que voló sobre el mar, de Jacinto Benavente
- Un golpe maestro, de Mariano José de Larra

### La saga de los Porretas(1976-1988)
Su papel fue el de Juanito, nieto del abuelo Porretas. A lo largo de los doce años que duró la serie su personaje pasó de ser un adolescente con novia a un recién casado, buena prueba de la versatilidad y especial timbre de Alfonso Gallardo, que empezó a ser Juanito con 44 años y lo dejó con 56, más o menos el doble de su "edad radiofónica".

## Doblaje

### Para Televisión

#### Series
- Cheers (1982): Woody (camarero)
- Alicia en el país de las maravillas (anime) (1983): Varias voces
- Las Tortugas Ninja (1987): Donatello

## Cine
| Año  | Título                  | Personaje       | Dirección            |
| ---- | ----------------------- | --------------- | -------------------- |
| 1954 | Cómicos                 | Pepito          | Juan Antonio Bardem  |
| 1954 | Felices Pascuas         | Cabo de guardia | Juan Antonio Bardem  |
| 1961 | Salto mortal            |                 | Mariano Ozores       |
| 1961 | La IV carabela          | Beethoven       | Miguel Martín        |
| 1962 | La banda de los ocho    | Joven con moto  | Tulio Demicheli      |
| 1963 | El diablo en vacaciones | Amigo de Manolo | José María Elorrieta |
| 1974 | Una pareja distinta     | Cura bautizo    | José María Forqué    |
| 1976 | Madrid, Costa Fleming   | Pedro           | José María Forqué    |